# Касл Појнт (Мисури)
Касл Појнт (енгл. Castle Point) насељено је место без административног статуса у америчкој савезној држави Мисури.

## Демографија
По попису из 2010. године број становника је 3.962, што је 597 (-13,1%) становника мање него 2000. године.
| Група             | 2000.         | 2010.         |
| Белци             | 428 (9,4%)    | 186 (4,7%)    |
| Афроамериканци    | 4.042 (88,7%) | 3.694 (93,2%) |
| Азијати           | 2 (0,0%)      | 11 (0,3%)     |
| Хиспаноамериканци | 19 (0,4%)     | 22 (0,6%)     |
| Укупно            | 4.559         | 3.962         |